# مانويل دي لا توري
مانويل دي لا توري (بالإسبانية: Manuel Alejandro De la Torre)‏ (13 يونيو 1980 بمدينة مكسيكو في المكسيك - ) هو لاعب كرة قدم مكسيكي في مركز الدفاع. لعب مع تايجرز أونال ونادي أونيفرسيداد ناسيونال ونادي تولوكا وLobos BUAP ‏.

## وصلات خارجية
- مانويل دي لا توري على موقع قاعدة بيانات كرة القدم.إي يو (الإنجليزية)